# Arla (Grecia)
Arla  este un oraș în Grecia în prefectura Ahaia.